# 延岡都市圏
延岡都市圏（のべおかとしけん）は、宮崎県延岡市を中心とする都市圏である。

## 概要
延岡市は宮崎県下最大の工業都市として独自の都市圏を形成しており、県北地域における中枢都市の役割を担っている。一方で、1962年には近隣の日向市と共に新産業都市の指定を受けており、工業化を通じて日向市と一体的に発展してきた経緯もあるため、宮崎県北地域は現在でも両市を核とした広域的な生活・経済圏を形成するに至っている。このように、延岡市と日向市が双子都市のような性格をもっていることから延岡・日向都市圏と呼ばれることもある。
宮崎都市圏・大分都市圏・熊本都市圏のいずれとも離れていることから独立性の強い都市圏であったが、近年は東九州自動車道や九州中央自動車道など広域高速交通網の整備が進んできたことで、3都市圏との交流にも非常に意欲的である。

## 定義

### 都市雇用圏（10% 通勤圏）
最も一般的な都市雇用圏（10% 通勤圏）による2010年当時の構成市町村は以下の通り。2010年国勢調査における都市雇用圏の人口は131,182人。
- 延岡市

門川町は延岡市への通勤率が10%を超えているが、日向市への通勤率がこれを上回るため延岡市の都市雇用圏には含まれない。
都市雇用圏（10% 通勤圏）の変遷
- 10% 通勤圏に入っていない自治体は、各統計年の欄で灰色かつ「-」で示す

| 自治体 ('80) | 1980年                 | 1990年                 | 2000年                 | 2005年                 | 2010年                 | 2015年                 | 自治体 （現在） |
| ------------ | ---------------------- | ---------------------- | ---------------------- | ---------------------- | ---------------------- | ---------------------- | --------------- |
| 北浦町       | -                      | -                      | -                      | 延岡 都市圏 13万5152人 | 延岡 都市圏 13万1182人 | 延岡 都市圏 12万5159人 | 延岡市          |
| 北川町       | 延岡 都市圏 14万9295人 | 延岡 都市圏 14万1755人 | 延岡 都市圏 13万4560人 | 延岡 都市圏 13万5152人 | 延岡 都市圏 13万1182人 | 延岡 都市圏 12万5159人 | 延岡市          |
| 延岡市       | 延岡 都市圏 14万9295人 | 延岡 都市圏 14万1755人 | 延岡 都市圏 13万4560人 | 延岡 都市圏 13万5152人 | 延岡 都市圏 13万1182人 | 延岡 都市圏 12万5159人 | 延岡市          |
| 北方町       | 延岡 都市圏 14万9295人 | 延岡 都市圏 14万1755人 | 延岡 都市圏 13万4560人 | 延岡 都市圏 13万5152人 | 延岡 都市圏 13万1182人 | 延岡 都市圏 12万5159人 | 延岡市          |
| 日向市       | 日向 都市圏 8万3480人  | 日向 都市圏 8万3261人  | 日向 都市圏 8万3473人  | 日向 都市圏 8万5336人  | 日向 都市圏 8万8325人  | 日向 都市圏 8万5424人  | 日向市          |
| 東郷町       | 日向 都市圏 8万3480人  | 日向 都市圏 8万3261人  | 日向 都市圏 8万3473人  | 日向 都市圏 8万5336人  | 日向 都市圏 8万8325人  | 日向 都市圏 8万5424人  | 日向市          |
| 門川町       | 日向 都市圏 8万3480人  | 日向 都市圏 8万3261人  | 日向 都市圏 8万3473人  | 日向 都市圏 8万5336人  | 日向 都市圏 8万8325人  | 日向 都市圏 8万5424人  | 門川町          |
| 西郷村       | -                      | -                      | -                      | 日向 都市圏 8万5336人  | 日向 都市圏 8万8325人  | 日向 都市圏 8万5424人  | 美郷町          |
| 南郷村       | -                      | -                      | -                      | -                      | 日向 都市圏 8万8325人  | 日向 都市圏 8万5424人  | 美郷町          |
| 北郷村       | -                      | -                      | -                      | -                      | 日向 都市圏 8万8325人  | 日向 都市圏 8万5424人  | 美郷町          |
| 諸塚村       | -                      | -                      | -                      | -                      | -                      | -                      | 諸塚村          |
| 椎葉村       | -                      | -                      | -                      | -                      | -                      | -                      | 椎葉村          |
| 高千穂町     | -                      | -                      | -                      | -                      | -                      | -                      | 高千穂町        |
| 日之影町     | -                      | -                      | -                      | -                      | -                      | -                      | 日之影町        |
| 五ヶ瀬町     | -                      | -                      | -                      | -                      | -                      | -                      | 五ヶ瀬町        |

- 2006年1月1日：南郷村・西郷村・北郷村が新設合併し美郷町発足。
- 2006年2月20日：北方町・北浦町を延岡市に編入。
- 2006年2月25日：東郷町を日向市に編入
- 2007年3月31日：北川町を延岡市に編入。

## 広域行政の枠組み
宮崎県では、1971年に延岡市・日向市・東臼杵郡・西臼杵郡の2市13町を「宮崎県北部広域市町村圏」として広域市町村圏を指定しているが、広大であるためあまり一般的ではない。
宮崎県北部広域市町村圏から西臼杵郡を除いた旧東臼杵郡域、あるいは延岡市・北川町・北方町・北浦町の「延岡三北」のいずれかの枠組みとなることが多い。
広域行政に関わる事務を所掌する東臼杵農林振興局の管内は旧東臼杵郡域である。
2010年には延岡市が、県北の8市町村(日向市、門川町、諸塚村、椎葉村、美郷町、高千穂町、日之影町、五ヶ瀬町)と協定を締結し、宮崎県北定住自立圏を形成している。

### 都市計画区域
都市計画区域としては、延岡市・日向市・門川町が「日向延岡新産業都市計画区域」となっている。日向市から延岡市にかけての国道10号の約 20 km 間は郊外型の街並みが続く。

## 交通

### 鉄道
- 日豊本線

### 道路

#### 放射線
- 国道10号
- 国道218号
- 国道388号
- 延岡南道路
- 北方延岡道路
- 延岡インターアクセス道路

#### 環状線
- 延岡道路（都市計画道路としての名称は延岡外環状線）
- 宮崎県道16号稲葉崎平原線

#### 高速道路
- 東九州自動車道（延岡道路、延岡南道路は並行路線）
- 九州中央自動車道（北方延岡道路は並行路線）